# Claudia Baccarini
Claudia Baccarini, vedova Baldi (Faenza, 13 ottobre 1910 – Faenza, 24 dicembre 2024), è stata una supercentenaria italiana che, raggiungendo l'età di 114 anni e 72 giorni, è stata, per poco più di un anno, la persona vivente più longeva in Italia dalla morte della 113enne Domenica Ercolani, avvenuta il 17 novembre 2023. Al momento della morte era inoltre l'ottava persona più longeva vivente al mondo, nonché la settima persona più longeva di tutti i tempi tra quelle nate e vissute in Italia.

## Biografia
Nata a Faenza il 13 ottobre 1910, Claudia Baccarini sposò Pietro Baldi, sindaco del comune del Ravennate dal 1951 al 1956, dal quale ebbe dieci figli. Nel 2021 risultava ancora godere di buona salute: si recava a messa ogni pomeriggio e mentalmente era piuttosto lucida, lamentando però qualche problema alla vista. La supercentenaria dichiarò di avere sempre consumato pasti leggeri, accompagnati da modiche quantità di vino, e di non avere mai fumato.
Il 17 novembre 2023, con la morte a Pesaro della 113enne Domenica Ercolani, Claudia Baccarini divenne la persona più longeva vivente in Italia. Il 13 ottobre 2024 compì 114 anni; era dal giugno 2019, alla morte di Maria Giuseppa Robucci, che tra le persone di origine italiana (residenti in Italia o emigrate) non si registravano 114enni.
Visse a Faenza fino alla morte, avvenuta il 24 dicembre 2024, cedendo il titolo di decana d'Italia a Lucia Laura Sangenito. Fu la terza persona vivente più longeva in Europa, dopo la britannica Ethel Caterham e la francese Marie-Rose Tessier.

## Verifica dell'età
La data di nascita della donna è stata convalidata il 28 marzo 2021 dall'European Supercentenarian Organisation; il Gerontology Research Group ha parimenti validato i documenti anagrafici di Claudia Baccarini il 6 giugno 2023.